# Rennweg (Würzburg)

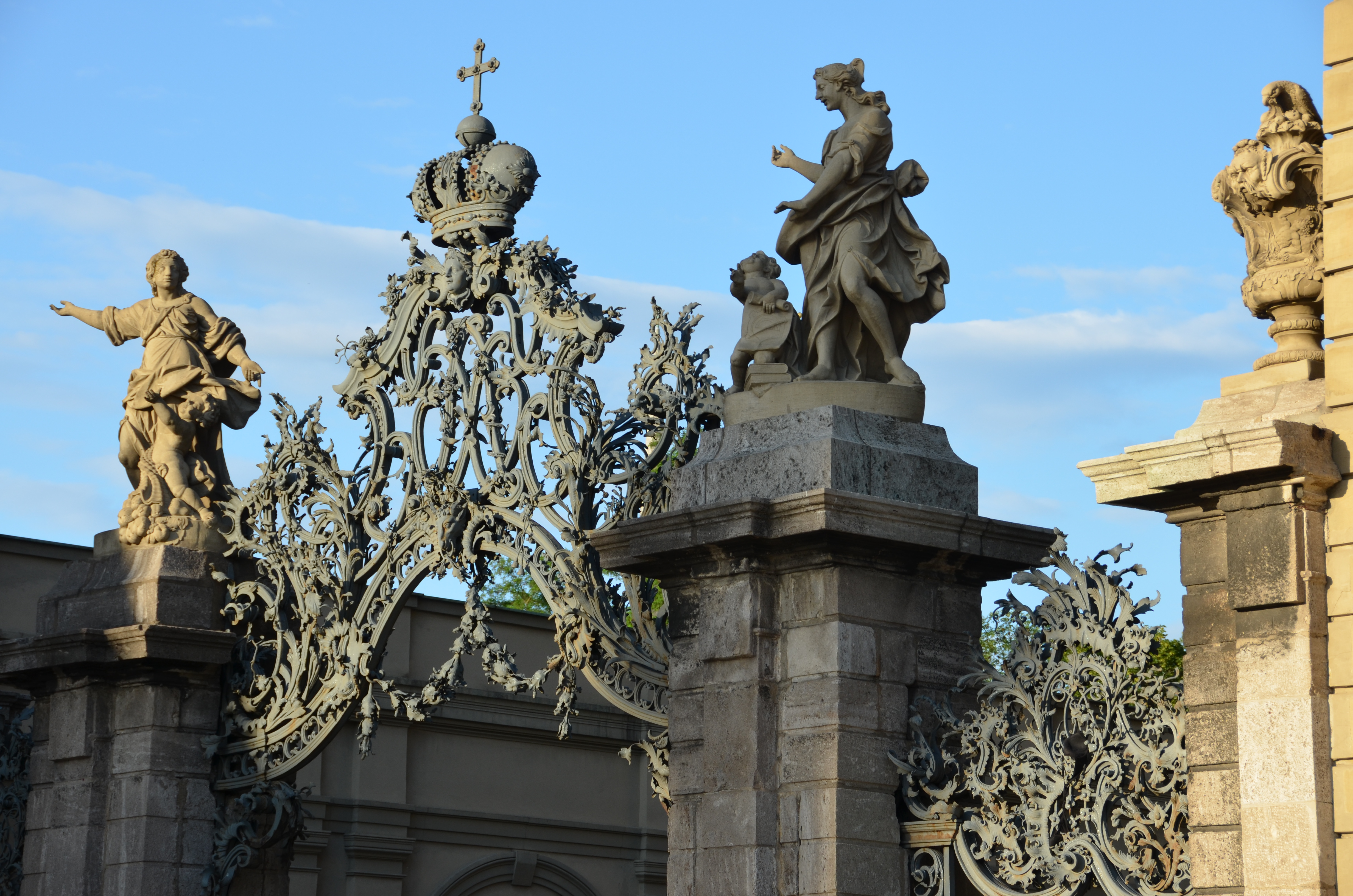
Das Oeggtor, auch Rennweger Tor genannt, welches den Übergang zwischen dem Residenzplatz und dem Rennweg darstellt.

Der Rennweg in Würzburg ist die Straße, die sich zwischen dem Residenzplatz und der Rottendorferstraße befindet und ca. 350 Meter lang ist.
Auf dieser Straße befindet sich eine Bushaltestelle Rennweg, Würzburg, welche von verschiedenen Buslinien angefahren wird. Eine besondere Wichtigkeit erhält diese Straße für die Würzburger Bevölkerung nicht nur allein durch die Anbindung an eine Rettungswache der Johanniter-Unfall-Hilfe, auf der unter anderem 3 RTWs und ein NEF stationiert sind, und der Berufsfeuerwehr Würzburg.

## Öffentlicher Nutzen
Die Kräfte des Rettungsdienstes nutzen die Straße mehrmals täglich um bei einem Notfall schnell in die Würzburger Innenstadt zu gelangen. Die Würzburger Feuerwehr, die den Rennweg beispielsweise nutzt, um schnell bei Einsätzen auf der BAB 7 oder der BAB 3 zu sein, befährt diese Straße bis zu mehrmals täglich. Auch ist das Fahren über den Rennweg eine schnelle Alternative für die Rettungskräfte der Feuerwehr, um zügig zu Einsätzen außerhalb der Würzburger Innenstadt zu kommen. Eine wesentlich längere und, aufgrund der Verkehrslage, gefährlichere Route um von der Feuerwache Würzburg zu Einsätzen außerhalb der Altstadt zu kommen, wäre die Anfahrt über den Berliner Ring.
Auch teilt der Rennweg den Ringpark in zwei Hälften.
An der Bushaltestelle Rennweg, Würzburg halten unter anderem die Busse der Würzburger Buslinie 6, Buslinie 14, Buslinie 29, Buslinie 114, Buslinie 214.

Valentin-Becker-Denkmal

## Sehenswürdigkeiten
Am östlich liegenden Straßenende des Rennwegs ist seit dem 29. September 1894 ein Denkmal des in Würzburg geborenen Komponisten Valentin Becker zu sehen. Becker komponierte unter anderem das Lied der Franken. Zusammen mit anderen Bronzefiguren wurde auch diese im Verlauf des Zweiten Weltkrieges zum Einschmelzen nach Hamburg gebracht, doch aus unbekannten Gründen dort nie zerstört. Im Jahre 1953 konnte das Denkmal nach der zufälligen Entdeckung und der späteren Rückführung nach Würzburg erneut ausgestellt werden.

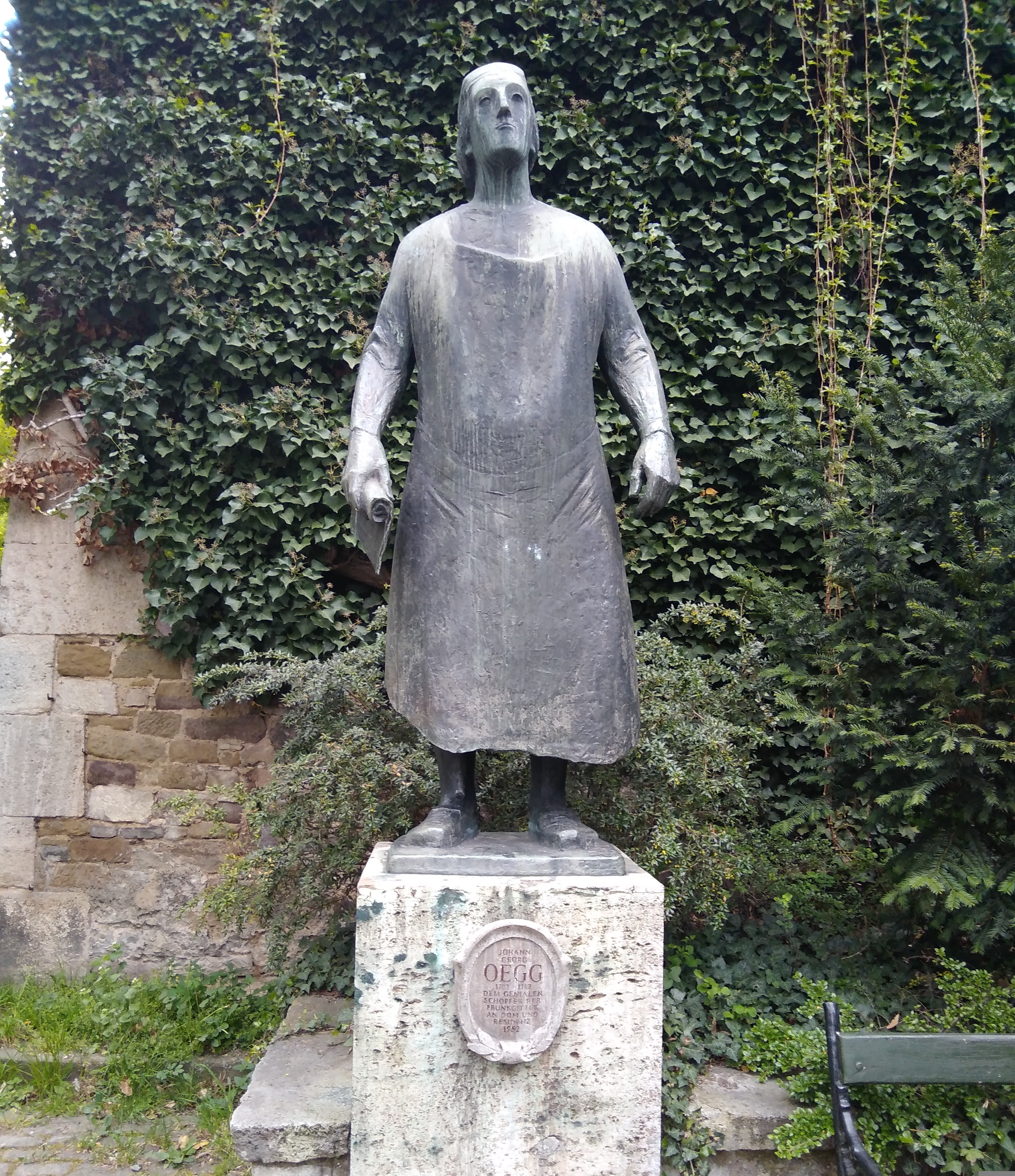
Johann Georg Oegg Bronzedenkmal, nahe dem von ihm erbauten Rennweger Tor.

Am im Westen liegenden Beginn des Rennwegs befindet sich das Oegg-Denkmal, welches dem Tiroler Schmied und Hofschlosser Johann Georg Oegg gewidmet ist. Oegg, welcher seinerseits das Rennweger Tor sowie die Ehrenhofgitter der Residenz erschuf, erhielt nach seinem Tod eine Straße, die seinen Namen trägt, ein Denkmal südlich auf dem Rennweg und eine Gedenktafel an seinem ehemaligen Wohnhaus in der Kapuzinerstraße in Würzburg.